# Акт убийства
«Акт убийства» (англ. The Act of Killing; индон. Jagal, дословно — «мясник») — документальный фильм режиссёра Джошуа Оппенхаймера, сорежиссёра Кристин Цинн и анонимных индонезийцев. Фильм совместного датско-британско-норвежского производства студии Final Cut for Real Сигне Бюрге Сёренсен и центра по производству документальных фильмов Docwest Вестминстерского университета в сотрудничестве с продюсерами Вернером Херцогом, Эрролом Моррисом, Йорамом тен Бринком и Андре Сингером. Фильм получил премию Европейской киноакадемии за лучший документальный фильм 2013 года, Азиатско-Тихоокеанскую кинопремию, а также был номинирован на премию «Оскар» за лучший полнометражный документальный фильм на 86-й церемонии. Всего у фильма более 30 наград и 50 номинаций.
«Акт убийства» был назван лучшим документальным фильм на церемонии вручения премии BAFTA 2014 года. Принимая награду, Оппенхаймер заявил, что Соединённые Штаты и Соединённое Королевство несут «коллективную ответственность» за «игнорирование и участие» в преступлениях, однако эта речь была вырезана из видео, размещённого на сайте BAFTA. У членов Конгресса США Оппенхаймер потребовал, чтобы США признали свою роль в убийствах.

## Создание
В 2001 году режиссёры Джошуа Оппенхаймер и Кристин Цинн приехали в Индонезию для съёмок фильма Globalisation Tapes о том, как рабочие плантаций пытаются организовать свой профсоюз. Оппенхаймер начал записывать на плёнку интервью этих людей и столкнулся с их страхом, так как в 1960-х годах родители, бабушки, дедушки и другие родственники многих героев были обвинены в коммунистической деятельности, а затем убиты. Оппенхаймер и Цинн начали углубляться в тему массовых убийств 1965—1966 годов. После переезда в окружение тех, кто участвовал в убийствах, интервьюер Оппенхаймера познакомил его с Анваром Конго в 2005 году. Так как палачам во время террора было дозволено всё, и всё это осталось безнаказанным (к ним и сегодня многие относятся как к героям), а также из-за отсутствия у них угрызений совести, режиссёр Джошуа Оппенхаймер, вспомнив об уроках нацизма, попросил своих «героев» самим воссоздать совершённые ими зверства:
В этом фильме я не собирался говорить об историческом примере, о геноциде, не собирался давать уроков. Меня совершенно поразил тот факт, что вполне можно найти объяснение любым своим поступкам, рассказать историю, создать совершенно иной контекст своими рассказами. Мы и сами порой не знаем, как мы близки к преступникам, когда оправдываем себя. Я вырос с осознанием того, что цель любой политики, любых преобразований, морали заключается в недопущении повторения того, что было, этого ужаса. Однако повторение девиза «никогда больше» само по себе ничего не гарантирует.
Фильм снимался в основном в Медане на Северной Суматре в Индонезии с 2005 по 2011 год, в результате чего получилось примерно 1200 часов материала. Увидев предварительную версию фильма, режиссёры Вернер Херцог и Эррол Моррис стали исполнительными продюсерами буквально через десять минут просмотра. Слово «анонимный» появляется 49 раз в 27 различных позициях создателей фильма в титрах, так как они до сих пор боятся мести от рук «эскадронов смерти».

## Сюжет
После военного переворота 1965 года, совершённого Движением 30 сентября в Индонезии, боевики военизированных формирований, уголовники (преманы — индонезийские гангстеры) и представители деклассированных слоёв общества убили более миллиона предполагаемых коммунистов, профсоюзных деятелей, этнических китайцев и членов их семей. Всё произошло с подачи новоявленного диктатора Сухарто, свергшего прежнего президента Сукарно и давшего бандитам на откуп всё что можно. Эти убийства остались безнаказанными, а виновные до сих пор являются влиятельными людьми, рассчитывают на поддержку коррумпированных политиков, баллотируются в парламент от популистской партии «Бизнесменов и рабочих» и состоят в проправительственной организации «Молодёжь Панчасила». На счету одного из них, Анвара Конго, бывшего спекулянта билетами в кино, сотни убийств. Почти полвека спустя после кровавых событий Анвар и его соратники согласились рассказать о своём прошлом. Они, страстные киноманы, поклонники гангстерских фильмов, захотели стать звёздами кино и разыграть на экране события полувековой давности, внимательно выбирая «сценические» костюмы и воспроизводя сцены эффективного удушения с помощью проволоки. Но они и не думали каяться, а «провокация» Оппенхаймера обернулась испытанием для жертв и убийц, исследованием человеческой природы и банальности зла.

## В ролях
| Актёр                | Роль                                                         |
| -------------------- | ------------------------------------------------------------ |
| Анвар Конго          | Палач в 1965 году (камео)                                    |
| Герман Котто         | Лидер боевиков (камео)                                       |
| Шамсул Арифин        | Губернатор Северной Суматры (камео)                          |
| Ибрагим Синик        | Медиамагнат (камео)                                          |
| Джапто Сурджосумарно | Лидер военизированного движения «Молодёжь Панчасила» (камео) |
| Сафит Пардеде        | Лидер местных военных (камео)                                |
| Юсуф Калла           | Вице-президент Индонезии (камео)                             |
| Ади Зулкадри         | Палач в 1965 году (камео)                                    |
| Соадуон Сирегар      | Журналист (камео)                                            |
| Сурьёно              | Сосед Анвара (камео)                                         |
| Хаджи Марзуки        | Член парламента Северной Суматры (камео)                     |
| Хаджи Аниф           | Лидер военных и бизнесмен (камео)                            |
| Рахмат Шах           | Член парламента (камео)                                      |
| Сахьян Асмара        | Заместитель министра молодежи и спорта (камео)               |

## Признание и критика
Фильм получил признание и вызвал критику во всех уголках мира. Как сказал сам режиссёр Джошуа Оппенхаймер про свой фильм:
Это самый обсуждаемый фильм в индонезийской истории, хотя его и показывают подпольно. Зрители ошеломлены. Эффект, как в сказке Ханса Кристиана Андерсена: все знали, что король голый, но никто не осмелился сказать об этом. Все знали, что «демократия» в стране была коррумпированной и построенной на геноциде, что любой политик может быть гангстером, но никто не смел об этом сказать. Всё изменилось в Международный день прав человека 10 декабря 2012 года, когда «Акт убийства» был впервые показан в Индонезии. С тех пор было уже более 300 показов в 95 городах.
Обзор сайта Rotten Tomatoes сообщил о 95 % рейтинге с оценкой в 8,7 из 10 на основе 132 отзывов. На сайте Metacritic фильм получил 88 баллов из 100 на основе 19 отзывов, что означает «всеобщее признание».

## Премии и номинации
В общей сложности фильм «Акт убийства» собрал более 30 наград и 50 номинаций.